# レイン - ビートルズに捧ぐ
レイン - ビートルズに捧ぐ(RAIN – A Tribute to The Beatles)はビートルズのトリビュートショーであり、ブロードウェイのミュージカル『ビートルマニア』から派生した作品である。2010年10月から2011年7月までニューヨークのブルックス・アトキンソン劇場で300公演(他にプレビュー公演8公演)行われた。また近年では全国ツアーでも成功している。

## 経歴
1970年代、アメリカ合衆国西海岸、カリフォルニア州のクラブで『レイン(Reign)』という名でビートルズの曲を演奏していた。初期のショーは現在のショーとの類似点はない(キーボード奏者のマーク・ルイスを除く)。間もなくReignはより耳なじみのよいReinと名を変える。初期の頃のメンバーはオレンジ郡出身のエディ・ラインベリー(ジョン・レノン役)、チャック・コフィ(ポール・マッカートニー役)、ウィリアム(ビル)コニアニー(ジョージ・ハリスン役)、ディック・クラークの1979年の映画『Birth of The Beatles』にスカウトされたグラント・ベロッティがいる。クラークの目的は、可能な限りバンドを本物のビートルズに近づけることだった。その間、オリジナル曲のアセテート盤を売り出そうとしたこともある。1980年から1982年頃、ディズニーランドのトゥモローランド・テラスに出演していた。この時点ではただ単にビートルズの曲を演奏していたに過ぎず、まだブロードウェイの『ビートルマニア』との接点はなかった。しかし1982年、『ビートルマニア』の公演が近くで行われ、『ビートルマニア』の出演者が参加し始め、最終的に『レイン(現在公式にブロードウェイの『ビートルマニア』の派生となった)』の出演者はジョーイ・キュラトロ(ポール・マッカートニー役)、ラルフ・キャステリ(リンゴ・スター役)、マーク・ルイス(舞台演奏者)、ジョー・ビルトーン(ジョージ・ハリスン役)、ランディ・クラーク(ジョン・レノン役)となった。その後ランディ・クラークが離脱しデイヴィッド・レオンがジョンの役をするようになった。1年も経たないうちにレノン役にジム・リドルを起用しデイヴィッド・レオンが離脱したが、ジム・リドルは1997年に亡くなったため『ビートルマニア』でルームメイトだったスティーヴ・ランデスが採用された。

## 出演者
| ポール・マッカートニー役 - チャック・コフィ (創設メンバー 1974年～1982年) - ジョーイ・キュラトロ - ロバート"マック"ラフィング - アラン・ルボウフ ジョン・レノン役 - エディ・ラインベリー (創設メンバー 1974年～1980年) - スティーヴ・ランデス - デイヴィッド・レオン - ジム・イリザリー ジョージ・ハリスン役 - ビル・コニアニー (創設メンバー 1974年～1982年) 故人 - ジョー・ビソーン - トム・ティーリー - ジミー・ポウ リンゴ・スター役 - グラント・ベロッティ (創設メンバー 1974年～1978年) 故人 - ラルフ・キャステリ - ジョー・ボローニャ - ダグ・コックス キーボード/パーカッション - マーク・ベイヤー - クリス・スモールウッド - ジョン・コーバ - マーク・ルイス (2010年までキーボード演奏していたが、運営に専念するためリタイア) |

## 現在
『レイン』のツアーは満席で、この種の公演としては最高の興行収益を上げている。2007年、全国ツアーのプロモーションのため初めてテレビに出演した。ヨーロッパ・ツアーでの成功の後、新たに北米ツアーを敢行した。現在の『レイン』の出演者はジョーイ・キュラトロ、ロバート"マック"ラフィング、ラルフ・キャステリ、ジョー・ボローニャ、ダグ・コックス、ジョー・ビソーン、トム・ティーリー、ジミー・ポウ、スティーヴ・ランデス、デイヴィッド・レオン、ジム・イリザリー、マーク・ルイス、マーク・ベイヤー、クリス・スモールウッドである。出演者は公演によって組み合わせが異なる。
2008年、ポールスターはツアー公演のチケット売り上げ、バンド、公演を考慮して1年間で最高の公演上位20位の中で17位に格付けした。
2010年10月19日、2011年1月15日までの12週間限定でニール・サイモン劇場でブロードウェイ公演を行ったが、その人気によりその後2011年2月8日までブルックス・アトキンソン劇場で追加公演が行われた。

## 日本公演
2012年11月23日から28日、東急シアターオーブにて来日公演が行われる予定である。